# Баутиста, Даниэль
Даниэль Баутиста (исп. Daniel Bautista Rocha; род. 4 августа 1952, Сан-Луис-Потоси) — мексиканский легкоатлет (спортивная ходьба), чемпион мира, чемпион Панамериканских игр, чемпион летних Олимпийских игр 1976 года в Монреале, участник двух Олимпиад, мировой и олимпийский рекордсмен.

## Биография
Баутиста специализировался в ходьбе на 20 км. На летних Олимпийских играх 1976 года в Монреале он финишировал первым на этой дистанции с олимпийским рекордом (1-24:40,6 с), опередив дуэт из ГДР — Харса-Георга Райманна (1-25:13,8 с) и Петера Френкеля (1-25:29,4 с). Таким образом, он стал первым мексиканским легкоатлетом, завоевавшим звание олимпийского чемпиона.
На следующей летней Олимпиаде в Москве Баутиста выступал в ходьбе на 20 и 50 км. В первом виде он был дисквалифицирован незадолго до финиша, а во втором — сошёл с дистанции после 30-километровой отметки.
Баутиста установил несколько мировых рекордов в ходьбе на 20 км: 1-22:16 и 1-21:04 в 1979 году и 1-21:00 в 1980 году за три месяца до Олимпиады в Москве. Также он становился победителем командного чемпионата мира по спортивной ходьбе в личном и командном зачёте.